# Gelobde geelkorst
Gelobde geelkorst (Candelariella medians) is een korstmossoort uit de familie Candelariaceae.

## Determinatie
Gelobde geelkorst is een korstvormig korstmos met een bleekgeel thallus. Het heeft lichtgele tot heldergele lobben die iets aangedrukt en opgericht zijn. De lobben vooral in het midden van het thallus zijn soredieus. Apotheciën zijn zeldzaam aanwezig. Indien aanwezig zijn ze donkergeel. De onderkant is zonder rhizinen. Er bestaat van dit korstmos een zeer zeldzame groene vorm. De groene kleur is om de korstmos te beschermen tegen zonnestralen.
Hij lijkt op de algemenere stoffige citroenkorst (Calogaya decipiens), die in het midden duidelijk lobben met sorediën heeft en meer oranje van kleur is.

## Ecologie
Gelobde geelkorst komt voor op kalkhoudend steen en basalt van dijken langs zoete wateren. Voorbeelden zijn oud beton van bunkers, vesting-, kerk- en tuinmuren. Hij komt vrij zeldzaam voor op horizontale steenoppervlakken.

## Verspreiding
In Nederland is gelobde geelkorst een vrij algemene soort. Wel komt hij meer voor in het westen dan in het oosten van Nederland.